# 杭州大厦中央商城
杭州大厦中央商城（工程名为武林广场地下商城），是位于杭州市武林广场的地下大型商场，由杭州市商贸旅游集团、杭州市地铁集团等单位共同投资开发，工程于2012年12月28日开工，2018年2月2日试营业、暂开30%左右的店铺，4月28日正式开业 （页面存档备份，存于）。由杭州解百旗下的杭州大厦运营。

## 简介
地下商城总用地3.98km²，总建筑面积9.91万平米，其中地上建筑面积2000平米，地下建筑面积9.4万平米。为杭州最大的地下商场。
整个地下部分分三层，其功能划分如下：
- 地下一层：3.1万平米，商业、餐饮、公共休闲步行街；
- 地下二层：3.5万平米，商业、餐饮、公共休闲步行街；
- 地下三层：2.8万平米，复式汽车库，共有850个机动车车位，2362个自行车停车位。[2]

地下商城与周围的杭州大厦、杭州百货大楼、国大城市广场等商业体以及地铁武林广场站贯通，联合成为一个巨大的城市商业中心。